# Närrische Europäische Gemeinschaft
Die Närrische Europäische Gemeinschaft e. V. (NEG) ist die Dachorganisation der Karnevalisten auf europäischer Ebene.

## Ziele und Aufgaben
Zweck der NEG ist der Zusammenschluss der in Europa ansässigen nationalen Verbände, die das fastnachtliche Brauchtum pflegen. Sie beachtet die Souveränität der ihr angehörenden Verbände und fördert grenzüberschreitende Kontakte zwischen den Fastnachtern und Karnevalisten Europas.

## Geschichte
Die NEG ist ein Zusammenschluss auf föderativer Basis, welche die Souveränität der europäischen Nationalverbände akzeptiert. Die bereits zwischen den beiden Weltkriegen grenzüberschreitend geknüpften und gepflegten Kontakte wurden ab 1945 von Fastnachtern und Karnevalisten verschiedener europäischer Staaten bald wieder aufgenommen.
Im Jahre 1970 kam es zum ersten Treffen der „Außenbeauftragten“ in Kitzingen/Main (D). Hier beschlossen die Außenbeauftragten der europäischen Nationalverbände, auf regelmäßig einzuberufenden Konferenzen die alle Fastnachtsverbände gemeinsam berührenden Angelegenheiten zu besprechen.
Die Konferenz der Außenbeauftragten beschloss 1982 sich in Anlehnung an die EG nunmehr den Namen „Närrische Europäische Gemeinschaft (NEG)“ zuzulegen.
Im Jahre 2000 gab die Konferenz der Aussenbeauftragten in Dessau (Deutschland) der NEG eine rechtsverbindliche Satzung. Das Präsidium wurde um einen Vizepräsidenten und einen PR-Verantwortlichen erweitert.
Die Konferenz der Aussenbeauftragten im Jahre 2014 in Sarreguemines (Frankreich) beschloss in einer Satzungsänderung, sich als Verein im Vereinsregister am Amtsgericht Köln eintragen zu lassen, um die eigenständige Rechtspersönlichkeit zu erlangen.

## Mitgliedsverbände
- Bund Deutscher Karneval (BDK) für Deutschland
- Verband Vorarlberger Fasnatzünfte und -gilden (VVF) für Österreich
- Verband für Folklore der Deutschsprachigen Gemeinschaft Belgiens (OBKFV) für Belgien
- Helvetischer Fastnachts-Ring (HEFARI) für Schweiz
- Fédération francaise de Carnevals et Festivités (FCFF) für Frankreich
- Liechtensteinischer Guggamusikverband (LGMV) für Liechtenstein
- Bond van de Carnevalsverenigingen in Limburg (BCL) für Niederlande
- Arbeitsgemeinschaft Karneval Eupen-Kettenis für Belgien
- Bund Österreichischer Faschingsgilden (BÖF) für Österreich
- Limburgse Vereniging Karnevalsevenementen (LIVEKE) für Belgien
- Samewirkende Limburgse Vastelaovesverenigine (SLV) für Niederlande